# Moulin de Coxyde

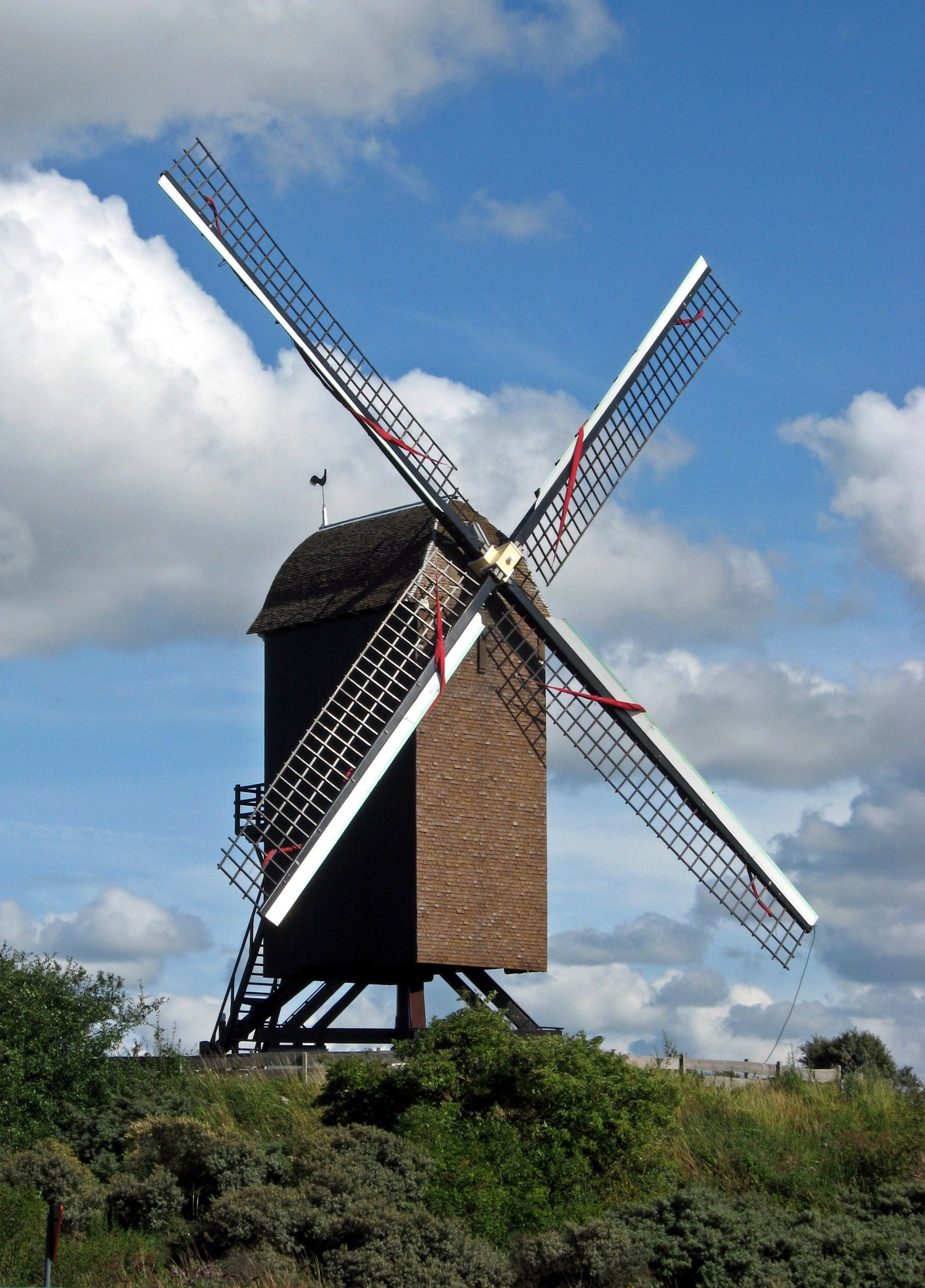
Vue du moulin de Coxyde

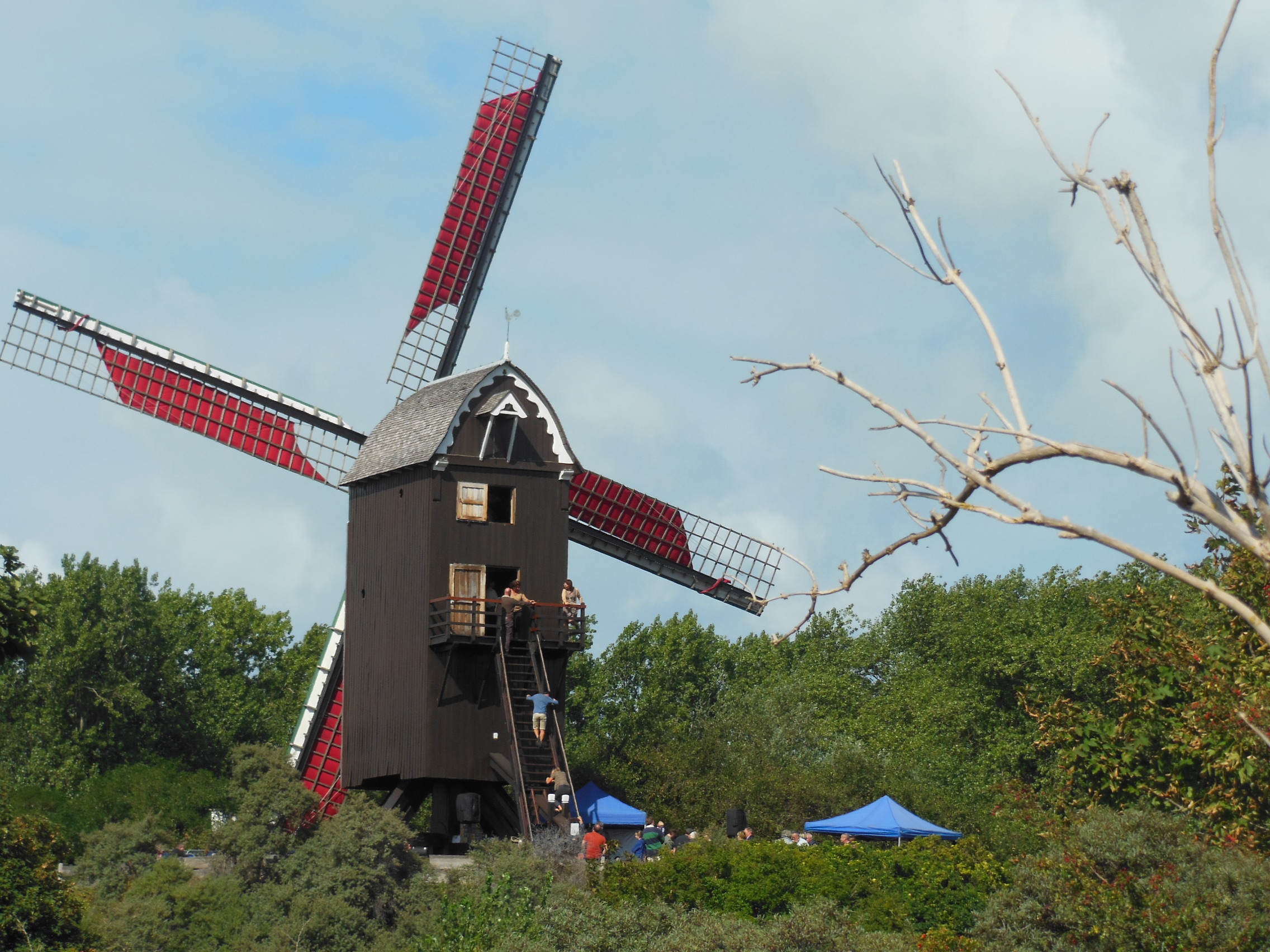
Le moulin avec ses voiles et accueillant des visiteurs

Le moulin de Coxyde ou le moulin sud de l'abbaye des Dunes est un moulin sur pivot à Coxyde. Le moulin date de 1773 et se trouvait à l'origine à Houthem, près de Furnes. La commune de Coxyde a acheté le moulin en 1952 et l'a placé au même endroit que l'un des deux moulins originaux de l'abbaye des Dunes. Une restauration a été achevée en 1984. Pour faire fonctionner le moulin, une force de vent de 4 Beaufort est requise. Le moulin broie environ 150 kg de céréales par heure. La farine est utilisée pour fabriquer du pain dans 3 boulangeries à Coxyde. 
Le moulin se visite durant la haute saison. 